# Polnische Frauen-Basketball-Liga
Die Basket Liga Kobiet, offizielle Sponsorenbezeichnung Energa Basket Liga Kobiet (EBLK) ist die höchste Liga im polnischen Frauen-Basketball.

## Wettbewerb

### Polnischer Meister
Die ersten Acht der Abschlusstabelle spielen in den Play-offs. Die Spiele werden diese im K.-o.-System im Modus Best-of-five bestritten, das heißt, die Mannschaft, die zuerst drei Siege erzielt, hat gewonnen, die andere scheidet aus. Der Erstplatzierte der Liga spielt gegen den Achtplatzierten, der Zweitplatzierte gegen den Siebtplatzierten usw.

## Vereine der Saison 2022/23
- Ślęza Wrocław
- BC Polkowice
- AZS Politechnika Poznań
- Katarzynki Toruń
- Basket 25 Bydgoszcz
- Zagłębie Sosnowiec
- MKS Pruszków
- AZS AJP Gorzów Wielkopolski
- AZS Lublin
- Polonia Warszawa
- Arka Gdynia

## Platzierungen
| Jahr      | I Platz             | II Platz                     | III Platz                          |
| --------- | ------------------- | ---------------------------- | ---------------------------------- |
| 1929      | Cracovia            | AZS Warschau                 |                                    |
| 1930      | AZS Warschau        | ŁKS Łódź                     |                                    |
| 1931      | AZS Warschau        | ŁKS Łódź                     | AZS Poznań                         |
| 1932      | IKP Łódź            | AZS Poznań                   | AZS Warschau                       |
| 1933      | IKP Łódź            | Polonia Warschau             |                                    |
| 1934      | Polonia Warschau    | IKP Łódź                     |                                    |
| 1935      | kein Spielbetrieb   |                              |                                    |
| 1936      | Polonia Warschau    | IKP Łódź                     |                                    |
| 1937      | AZS Warschau        | Polonia Warschau             |                                    |
| 1938      | AZS Warschau        | IKP Łódź                     |                                    |
| 1939      | IKP Łódź            | AZS Warschau                 |                                    |
| 1940–1945 | kein Spielbetrieb   |                              |                                    |
| 1946      | TUR Łódź            | Społem Warschau              | AZS Warschau                       |
| 1947      | AZS Warschau        |                              |                                    |
| 1948      | Spójnia Warschau    |                              |                                    |
| 1949      | Spójnia Warschau    | Polonia Warschau             |                                    |
| 1950      | AZS Warschau        | Spójnia Warschau             |                                    |
| 1951      | Spójnia Warschau    | AZS Warschau                 |                                    |
| 1952      | Spójnia Warschau    | Wisła Krakau                 |                                    |
| 1953      | AZS Warschau        | Spójnia Warschau             |                                    |
| 1954      | AZS Warschau        | Spójnia Warschau             |                                    |
| 1955      | AZS Warschau        |                              |                                    |
| 1956      | AZS Warschau        |                              |                                    |
| 1957      | Lech Posen          |                              |                                    |
| 1958      | AZS Warschau        |                              |                                    |
| 1959      | Wawel Kraków        |                              | Wisła Krakau                       |
| 1960      | AZS Warschau        | Polonia Warschau             |                                    |
| 1961      | AZS Warschau        |                              |                                    |
| 1962      | AZS Warschau        |                              | Wisła Krakau                       |
| 1963      | Wisła Krakau        |                              |                                    |
| 1964      | Wisła Krakau        | AZS Warschau                 | ŁKS Łódź                           |
| 1965      | Wisła Krakau        | AZS Warschau                 | Polonia Warschau                   |
| 1966      | Wisła Krakau        | ŁKS Łódź                     |                                    |
| 1967      | ŁKS Łódź            | Wisła Krakau                 | Polonia Warschau                   |
| 1968      | Wisła Krakau        | ŁKS Łódź                     |                                    |
| 1969      | Wisła Krakau        |                              | ŁKS Łódź                           |
| 1970      | Wisła Krakau        |                              | AZS Warschau                       |
| 1971      | Wisła Krakau        | ŁKS Łódź                     |                                    |
| 1972      | ŁKS Łódź            | Wisła Krakau                 |                                    |
| 1973      | ŁKS Łódź            | Wisła Krakau                 |                                    |
| 1974      | ŁKS Łódź            | Wisła Krakau                 |                                    |
| 1975      | Wisła Krakau        | ŁKS Łódź                     | Polonia Warschau                   |
| 1976      | Wisła Krakau        | Polonia Warschau             | ŁKS Łódź                           |
| 1977      | Wisła Krakau        | ŁKS Łódź                     | AZS Poznań                         |
| 1978      | AZS Poznań          | Spójnia Gdańsk               | ŁKS Łódź                           |
| 1979      | Wisła Krakau        | Spójnia Gdańsk               | ŁKS Łódź                           |
| 1980      | Wisła Krakau        | Spójnia Gdańsk               | ŁKS Łódź                           |
| 1981      | Wisła Krakau        |                              | ŁKS Łódź                           |
| 1982      | ŁKS Łódź            | Ślęza Wrocław                | Wisła Krakau                       |
| 1983      | ŁKS Łódź            | Wisła Krakau                 | Włókniarz Pabianice                |
| 1984      | Wisła Krakau        | Ślęza Wrocław                |                                    |
| 1985      | Wisła Krakau        | Ślęza Wrocław                | ŁKS Łódź                           |
| 1986      | ŁKS Łódź            | Ślęza Wrocław                |                                    |
| 1987      | Ślęza Wrocław       | Wisła Krakau                 | ŁKS Łódź                           |
| 1988      | Wisła Krakau        | Włókniarz Pabianice          |                                    |
| 1989      | Włókniarz Pabianice | Spójnia Gdańsk               |                                    |
| 1990      | Włókniarz Pabianice | Lech Posen                   |                                    |
| 1991      | Włókniarz Pabianice | ŁKS Łódź                     |                                    |
| 1992      | Włókniarz Pabianice | Wisła Krakau                 |                                    |
| 1993      | Olimpia Posen       | Włókniarz Pabianice          |                                    |
| 1994      | Olimpia Posen       | Włókniarz Pabianice          | ŁKS Łódź                           |
| 1995      | ŁKS Łódź            | Olimpia Posen                | Lotos Gdynia                       |
| 1996      | Lotos Gdynia        | ŁKS Łódź                     |                                    |
| 1997      | ŁKS Łódź            | Lotos Gdynia                 | Włókniarz Pabianice                |
| 1998      | Lotos Gdynia        | ŁKS Łódź                     | Wisła Krakau                       |
| 1999      | Lotos Gdynia        | Wisła Krakau                 | Polfa Pabianice                    |
| 2000      | Lotos Gdynia        | Polfa Pabianice              | Wisła Krakau                       |
| 2001      | Lotos Gdynia        | Polfa Pabianice              | Ślęza Wrocław                      |
| 2002      | Lotos Gdynia        | Polfa Pabianice              | Ślęza Wrocław                      |
| 2003      | Lotos Gdynia        | Polfa Pabianice              | ŁKS Lotto Łódź                     |
| 2004      | Lotos Gdynia        | AZS Poznań                   | PZU Polfa Pabianice                |
| 2005      | Lotos Gdynia        | Wisła Krakau                 | CCC Polkowice                      |
| 2006      | Wisła Krakau        | Lotos Gdynia                 | PZU Polfa Pabianice                |
| 2007      | Wisła Krakau        | Lotos Gdynia                 | CCC Polkowice                      |
| 2008      | Wisła Krakau        | Lotos Gdynia                 | AZS PWSZ Gorzów Wielkopolski       |
| 2009      | Lotos Gdynia        | AZS PWSZ Gorzów Wielkopolski | Wisła Krakau                       |
| 2010      | Lotos Gdynia        | AZS PWSZ Gorzów Wielkopolski | Energa Toruń                       |
| 2011      | Wisła Krakau        | CCC Polkowice                | KSSSE AZS PWSZ Gorzów Wielkopolski |
| 2012      | Wisła Krakau        | CCC Polkowice                | Energa Toruń                       |
| 2013      | CCC Polkowice       | Wisła Krakau                 | Artego Bydgoszcz                   |
| 2014      | Wisła Krakau        | CCC Polkowice                | Artego Bydgoszcz                   |
| 2015      | Wisła Krakau        | Artego Bydgoszcz             | CCC Polkowice                      |
| 2016      | Wisła Krakau        | Artego Bydgoszcz             | Ślęza Wrocław                      |
| 2017      | Ślęza Wrocław       | Wisła Krakau                 | CCC Polkowice                      |
| 2018      | CCC Polkowice       | Artego Bydgoszcz             | Ślęza Wrocław                      |
| 2019      | CCC Polkowice       | AZS AJP Gorzów Wielkopolski  | Arka Gdynia                        |
| 2020      | Arka Gdynia         | Artego Bydgoszcz             | AZS AJP Gorzów Wielkopolski        |
| 2021      | Arka Gdynia         | Orzeł Polkowice              | Artego Bydgoszcz                   |
| 2022      | Orzeł Polkowice     | AZS Lublin                   | Arka Gdynia                        |
| 2023      | AZS Lublin          | Orzeł Polkowice              | AZS AJP Gorzów Wielkopolski        |